# Weltcup der Nordischen Kombination 1987/88
Die Weltcupsaison 1987/88 der Nordischen Kombination startete am 12. Dezember 1987 in Štrbské Pleso (Tschechoslowakei) und endete am 25. März 1988 im finnischen Rovaniemi. Während der Saison fanden vom 13. bis 28. Februar 1988 die Olympischen Winterspiele von Calgary statt.
Wurden in der vergangenen Saison noch neun Weltcuprennen ausgetragen, so wurde diese Saison aufgrund der Olympischen Spiele wieder auf sieben Rennen verkürzt. Das erste Rennen konnte sodann der Österreicher Klaus Sulzenbacher vor heimischer Kulisse für sich entscheiden und holte damit zugleich den ersten Weltcuperfolg für Österreich. Mit weiteren drei Siegen und zwei zweiten Plätzen konnte er schließlich die Weltcupgesamtwertung deutlich vor dem Norweger Torbjørn Løkken und Andreas Schaad aus der Schweiz gewinnen.
Für die einzigen deutschen Podestplätze sorgten Thomas Müller und Uwe Prenzel mit ihren dritten Plätzen in St. Moritz und Oslo. Damit war dies die erste Weltcupsaison ohne einen deutschen Erfolg. Neben Andreas Schaad konnte Hippolyt Kempf in Seefeld einen weiteren Podestplatz für die Schweiz erringen. Kurz darauf wurde er Olympiasieger von Calgary.

## Ergebnisse und Wertungen

### Weltcup-Übersicht
| Datum                                                            | Austragungsort | Disziplin          | Sieger                                                     | Zweiter                                                      | Dritter                                                      |
| ---------------------------------------------------------------- | -------------- | ------------------ | ---------------------------------------------------------- | ------------------------------------------------------------ | ------------------------------------------------------------ |
| 12.12.1987                                                       | Štrbské Pleso  | Team K94/3 × 10 km | SowjetunionAllar Levandi Andrei Dundukow Wassili Sawin     | ÖsterreichGünter Csar Hansjörg Aschenwald Klaus Sulzenbacher | SchweizHippolyt Kempf Fredy Glanzmann Andreas Schaad         |
| 18.12.1987                                                       | Bad Goisern    | Einzel K90/15 km   | Klaus Sulzenbacher                                         | Torbjørn Løkken                                              | Knut Leo Abrahamsen                                          |
| 09.01.1988                                                       | St. Moritz     | Einzel K94/15 km   | Torbjørn Løkken                                            | Klaus Sulzenbacher                                           | Thomas Müller                                                |
| 16.01.1988                                                       | Le Brassus     | Einzel K104/15 km  | Trond-Arne Bredesen                                        | Andreas Schaad                                               | Torbjørn Løkken                                              |
| 23.01.1988                                                       | Seefeld        | Einzel K90/15 km   | Klaus Sulzenbacher                                         | Hippolyt Kempf                                               | Andreas Schaad                                               |
| 13. bis 28. Februar 1988 Olympische Winterspiele 1988 in Calgary |                |                    |                                                            |                                                              |                                                              |
| 23./24.02.1988                                                   | Calgary        | Team K89/3 × 10 km | BR DeutschlandThomas Müller Hans-Peter Pohl Hubert Schwarz | SchweizFredy Glanzmann Hippolyt Kempf Andreas Schaad         | ÖsterreichHansjörg Aschenwald Günter Csar Klaus Sulzenbacher |
| 27./28.02.1988                                                   | Calgary        | Einzel K89/15 km   | Hippolyt Kempf                                             | Klaus Sulzenbacher                                           | Allar Levandi                                                |
| 12.03.1988                                                       | Falun          | Einzel K89/15 km   | Klaus Sulzenbacher                                         | Wassili Sawin                                                | Sami Leinonen                                                |
| 18.03.1988                                                       | Oslo           | Einzel K105/15 km  | Torbjørn Løkken                                            | Klaus Sulzenbacher                                           | Uwe Prenzel                                                  |
| 25.03.1988                                                       | Rovaniemi      | Einzel K90/15 km   | Klaus Sulzenbacher                                         | Jukka Ylipulli                                               | Andrei Dundukow                                              |

### Wertungen
| Rang | Name                | Punkte |
| ---- | ------------------- | ------ |
| 01.  | Klaus Sulzenbacher  | 160    |
| 02.  | Torbjørn Løkken     | 116    |
| 03.  | Andreas Schaad      | 080    |
| 04.  | Hippolyt Kempf      | 069    |
| 05.  | Trond Arne Bredesen | 066    |
| 06.  | Thomas Müller       | 053    |
| 07.  | Uwe Prenzel         | 043    |
| 08.  | Miroslav Kopal      | 041    |
| 09.  | Wassili Sawin       | 036    |
|      | Hallstein Bøgseth   | 036    |
| 11.  | Andrei Dundukow     | 031    |
|      | Thomas Prenzel      | 031    |
| 13.  | Sami Leinonen       | 027    |
|      | Hubert Schwarz      | 027    |

| Rang | Name                | Punkte |
| ---- | ------------------- | ------ |
| 15.  | Jukka Ylipulli      | 024    |
|      | Knut Leo Abrahamsen | 024    |
|      | Marko Frank         | 024    |
|      | Fredy Glanzmann     | 024    |
|      | Hans-Peter Pohl     | 024    |
| 20.  | Geir Andersen       | 021    |
| 21.  | Allar Levandi       | 020    |
| 22.  | Tadeusz Bafia       | 016    |
| 23.  | Sergei Nikiforow    | 013    |
| 24.  | Arne Orderløkken    | 012    |
| 25.  | Günter Csar         | 010    |
|      | Bård Jørgen Elden   | 010    |
| 27.  | Toshiaki Maruyama   | 009    |
| 28.  | Masashi Abe         | 008    |

| Rang | Name                | Punkte |
| ---- | ------------------- | ------ |
| 29.  | Trond Einar Elden   | 005    |
|      | Roland Schmidt      | 005    |
| 31.  | Dirk Kramer         | 004    |
|      | Sylvain Guillaume   | 004    |
| 33.  | Hansjörg Aschenwald | 002    |
|      | Ansgar Danielsen    | 002    |
|      | Heiko Hunger        | 002    |
|      | Pasi Saapunki       | 002    |
|      | Ralph Schmidt       | 002    |
| 38.  | Jean-Pierre Bohard  | 001    |
|      | Markus Platzer      | 001    |
|      | Ingolf Hüther       | 001    |

| Endstand nach zehn Wettbewerben |                  |        |
| \| Rang \| Name \| Punkte \| \| ---- \| ---------------- \| ------ \| \| 01. \| Norwegen \| 404 \| \| 02. \| Österreich \| 313 \| \| 03. \| Schweiz \| 302 \| \| 04. \| BR Deutschland \| 212 \| \| 05. \| Sowjetunion \| 180 \| \| 06. \| DDR \| 171 \| \| 07. \| Tschechoslowakei \| 111 \| \| 08. \| Finnland \| 063 \| \| 09. \| Polen \| 026 \| \| 10. \| Frankreich \| 025 \| \| 11. \| Japan \| 017 \| |                  |        |
| Rang | Name             | Punkte |
| 01. | Norwegen         | 404    |
| 02. | Österreich       | 313    |
| 03. | Schweiz          | 302    |
| 04. | BR Deutschland   | 212    |
| 05. | Sowjetunion      | 180    |
| 06. | DDR              | 171    |
| 07. | Tschechoslowakei | 111    |
| 08. | Finnland         | 063    |
| 09. | Polen            | 026    |
| 10. | Frankreich       | 025    |
| 11. | Japan            | 017    |

### Detaillierte Ergebnisse
Der olympische Wettkampf in Calgary floss in die Gesamtweltcupwertung mit ein. Bei der Berechnung der Gesamtpunktzahl wurden Streichresultate herangezogen, sodass beispielsweise bei Klaus Sulzenbacher der fünfte Rang in Le Brassus sowie bei Torbjørn Løkken der neunte Platz in Falun gestrichen wurden.
Bezüglich der Ergebnisse in St. Moritz gibt es nicht-übereinstimmende Quellen. Dabei widerspricht sich auch die offizielle Datenbank des internationalen Skiverbands FIS, sodass weitere Quellen herangezogen werden mussten, welche jedoch den Widerspruch bisher nicht eindeutig aufklären konnten. So führt die FIS-Datenbank in der Ergebnisliste für den Wettbewerb in Sankt Moritz Bård Jørgen Elden auf dem zwölften sowie John Riiber auf dem 15. Rang auf. Diese Angaben finden sich auch im tschechoslowakischen Skimagazin Lyžařství und lassen sich darüber hinaus aus der Medienberichterstattung des Hamburger Abendblatts erschließen (Hans-Peter Pohl wird als Dreizehnter geführt). Zudem wurde dieses Ergebnis auch zur Berechnung der Gesamtwertung auf der Website wintersport-charts.info herangezogen. Einigen Schweizer Medienberichten zufolge belegte jedoch Pohl den zwölften, Fredy Glanzmann den 13., Ralph Schmidt den 14. sowie Günter Csar den 15. Platz. Auch in der Betrachtung der FIS-Datenbank erscheint dieses Resultat als möglich, da die FIS in der Gesamtwertung Pohl und Glanzmann 24 Punkte sowie Riiber beispielsweise keinen Weltcup-Punkt zuschreibt. Des Weiteren gibt auch das Hamburger Abendblatt in einer deutlich später erschienenen Ausgabe sowie die norwegische Tageszeitung Arbeiderbladet an, dass Pohl in der Gesamtwertung 24 Punkte gewonnen habe. Dieser zusätzliche Punkt lässt sich wohl nur durch das Erreichen des zwölften statt des dreizehnten Ranges in St. Moritz erklären. Eindeutig ist, dass sowohl Riiber als auch Elden am Wettbewerb teilgenommen haben und darüber hinaus die dritt- bzw. viertbeste Laufleistung erzielten. Wie es zur Diskrepanz in den Daten des Schlussklassements in St. Moritz kam, lässt sich wohl mithilfe des Arbeiderbladets auflösen, die angaben, dass Elden und Riiber außer Konkurrenz starteten und somit trotz ihrer Leistung nicht gewertet wurden. In der Darstellung der folgenden Tabelle wurde sich für die Interpretation entschieden, in der Elden und Riiber außer Konkurrenz (a. K.) starteten und somit keine Weltcup-Punkte gewannen.
Sofern mit Hilfe von Zeitungsarchiven weitere Ergebnisse außerhalb der Top 15 ermittelt werden konnten, werden diese in der detaillierten Ergebnisansicht aufgeführt.
| Rang | Nat.                                    | Athlet              | Alter 1 |            |              |         |            | OL     |          | HSF      |          | Punkte |
| Rang | Nat.                                    | Athlet              | Alter 1 | Osterreich | Schweiz      | Schweiz | Osterreich | Kanada | Schweden | Norwegen | Finnland | Punkte |
| ---- | --------------------------------------- | ------------------- | ------- | ---------- | ------------ | ------- | ---------- | ------ | -------- | -------- | -------- | ------ |
| 01   | Osterreich                              | Klaus Sulzenbacher  | 23      | 1          | 2            | 5       | 1          | 2      | 1        | 2        | 1        | 160    |
| 02   | Norwegen                                | Torbjørn Løkken     | 24      | 2          | 1            | 3       | 5          | 6      | 9        | 1        | 6        | 116    |
| 03   | Schweiz                                 | Andreas Schaad      | 22      | 6          | 8            | 2       | 3          | 5      | 8        | 8        | 16       | 80     |
| 04   | Schweiz                                 | Hippolyt Kempf      | 22      | —          | 10           | 10      | 2          | 1      | 16       | 4        | —        | 69     |
| 05   | Norwegen                                | Trond Arne Bredesen | 21      | 9          | 9            | 1       | —          | 11     | —        | 5        | 5        | 66     |
| 06   | Deutschland BR                          | Thomas Müller       | 27      | 10         | 3            | 8       | 7          | 25     | 7        | —        | 10       | 53     |
| 07   | Deutschland Demokratische Republik 1949 | Uwe Prenzel         | 21      | —          | 5            | —       | 11         | 4      | —        | 3        | —        | 43     |
| 08   | Tschechoslowakei                        | Miroslav Kopal      | 25      | 8          | 4            | 4       | —          | 7      | —        | —        | —        | 41     |
| 09   | Sowjetunion                             | Wassili Sawin       | 20      | —          | —            | —       | —          | 10     | 2        | 6        | —        | 36     |
| 09   | Norwegen                                | Hallstein Bøgseth   | 33      | 13         | 11           | 11      | 9          | 23     | —        | 9        | 7        | 36     |
| 11   | Sowjetunion                             | Andrei Dundukow     | 21      | —          | —            | —       | —          | 12     | 4        | —        | 3        | 31     |
| 11   | Deutschland Demokratische Republik 1949 | Thomas Prenzel      | 19      | —          | 6            | —       | DNS        | 9      | 6        | 15       | 13       | 31     |
| 13   | Finnland                                | Sami Leinonen       | 24      | —          | —            | —       | —          | 17     | 3        | —        | 4        | 27     |
| 13   | Deutschland BR                          | Hubert Schwarz      | 27      | 23         | —            | 6       | 4          | 13     | 26       | 14       | —        | 27     |
| 15   | Finnland                                | Jukka Ylipulli      | 25      | —          | —            | —       | —          | 16     | —        | 12       | 2        | 24     |
| 15   | Norwegen                                | Knut Leo Abrahamsen | 25      | 3          | —            | 12      | 29         | 26     | —        | 11       | —        | 24     |
| 15   | Deutschland Demokratische Republik 1949 | Marko Frank         | 19      | —          | 7            | —       | 13         | 8      | 12       | —        | —        | 24     |
| 15   | Schweiz                                 | Fredy Glanzmann     | 24      | 5          | 13           | 29      | 6          | 35     | DNF      | 41       | 37       | 24     |
| 15   | Deutschland BR                          | Hans-Peter Pohl     | 23      | 7          | 12           | 25      | 20         | 28     | 15       | 13       | 9        | 24     |
| 20   | Norwegen                                | Geir Andersen       | 24      | 4          | —            | 27      | 10         | —      | 13       | —        | —        | 21     |
| 21   | Sowjetunion                             | Allar Levandi       | 22      | —          | —            | —       | —          | 3      | —        | —        | 11       | 20     |
| 22   | Polen                                   | Tadeusz Bafia       | 23      | 11         | —            | 9       | 12         | 18     | —        | —        | —        | 16     |
| 23   | Sowjetunion                             | Sergei Nikiforow    | 21      | —          | —            | —       | —          | 14     | 5        | —        | —        | 13     |
| 24   | Norwegen                                | Arne Orderløkken    | 22      | —          | —            | 31      | —          | —      | 10       | 10       | 18       | 12     |
| 25   | Norwegen                                | Bård Jørgen Elden   | 19      | —          | a. K.        | —       | 8          | —      | —        | —        | 14       | 10     |
| 25   | Osterreich                              | Günter Csar         | 22      | —          | 15           | 7       | —          | 34     | —        | —        | —        | 10     |
| 27   | Japan                                   | Toshiaki Maruyama   | 28      | —          | —            | —       | —          | —      | —        | 7        | —        | 9      |
| 28   | Japan                                   | Masashi Abe         | 22      | —          | —            | —       | —          | 31     | —        | —        | 8        | 8      |
| 29   | Norwegen                                | Trond Einar Elden   | 18      | —          | —            | —       | —          | —      | 11       | —        | —        | 5      |
| 29   | Deutschland BR                          | Roland Schmidt      | 21      | 25         | —            | 13      | 24         | —      | 14       | —        | —        | 5      |
| 31   | Deutschland BR                          | Dirk Kramer         | 27      | 12         | —            | —       | 33         | —      | —        | —        | —        | 4      |
| 31   | Frankreich                              | Sylvain Guillaume   | 19      | —          | —            | —       | —          | —      | —        | —        | 12       | 4      |
| 33   | Osterreich                              | Hansjörg Aschenwald | 22      | —          | —            | —       | 14         | 24     | —        | —        | —        | 2      |
| 33   | Norwegen                                | Ansgar Danielsen    | 21      | —          | —            | 14      | 26         | —      | —        | —        | —        | 2      |
| 33   | Deutschland Demokratische Republik 1949 | Heiko Hunger        | 23      | 14         | —            | —       | —          | —      | —        | —        | —        | 2      |
| 33   | Finnland                                | Pasi Saapunki       | 20      | —          | —            | —       | —          | 15     | —        | —        | 15       | 2      |
| 33   | Deutschland Demokratische Republik 1949 | Ralph Schmidt       | 21      | —          | 14           | —       | —          | —      | —        | —        | —        | 2      |
| 38   | Frankreich                              | Jean-Pierre Bohard  | 19      | —          | —            | —       | 15         | —      | —        | —        | —        | 1      |
| 38   | Osterreich                              | Markus Platzer      | 21      | 15         | —            | —       | —          | —      | —        | —        | —        | 1      |
| 38   | Deutschland BR                          | Ingolf Hüther       | 23      | —          | —            | 15      | —          | —      | —        | —        | —        | 1      |
| Rang | Nat.                                    | Athlet              | Alter   | Osterreich | Schweiz      | Schweiz | Osterreich | Kanada | Schweden | Norwegen | Finnland | Punkte |
| Rang | Nat.                                    | Athlet              | Alter   | [ 14 ]     | [ 4 ] [ 13 ] | [ 15 ]  | [ 16 ]     | [ 17 ] | [ 18 ]   | [ 19 ]   | [ 20 ]   | Punkte |